# Vạn Kim
Vạn Kim là một xã thuộc huyện Mỹ Đức, thành phố Hà Nội, Việt Nam.
Xã có diện tích 6,05 km², dân số năm 1999 là 6.828 người, mật độ dân số đạt 1.129 người/km².